# Айвазов, Юрий Николаевич
Юрий Николаевич Айвазов (21 августа 1934 — 1 июля 2012) — советский украинский горный инженер, выдающийся специалист в области тоннелестроения; доктор технических наук, профессор. Область научных интересов — прикладные проблемы механики подземных сооружений.

## Образование
Получил образование по специальностям:
- «Строительные конструкции, здания и сооружения» (05.23.01).[3]
- «Строительство шахт и подземных сооружений» (05.15.04).[4]

## Должности
- Главный научный консультант ОАО «УкрНИИпроектстальконструкция им. Шимановского».[5]
- Преподаватель кафедры «Мосты и тоннели» в Национальном транспортном университете.[6]

## Государственные награды
В 2012 году удостоен Государственной премии Украины в области науки и техники — «за разработку и внедрение новых ресурсосберегающих и техногенно безопасных технологий строительства метрополитенов и тоннелей в Украине» (в составе коллектива; посмертно).

## Работы

### Выдающиеся
- ДБН.2.3-7 — 2003 «Метрополитены» (в соавторстве). Госстрой Украины, К.: 2003
- «Расчет тоннельных обделок методом метропроекта с использованием ЕС ЭВМ»: [Учеб. пособие для спец. «Мосты и тр. тоннели»] / Ю. Н. Айвазов, А. Ы. Горленко; М-во высш. и средство. спец. образования УССР, Учеб.-метод. каб. по высш. образованию, Киев. автомоб.-взр. ин-т им. 60-летия Великой Окт. соц. революции, 127,[1] с. ил. 20 см, Киев УМКВО 1988 (рус. )
- «Расчет тоннельных обделок, обжатых в породу»: (Учеб. пособие), 107 c. ил. 20 см, Киев КАДИ 1978 (рус. )
- Айвазов, Ю. Н. «Развитие методов статического расчета многошарнирных тоннельных обделок»: автореферат / Ю. Н. Айвазов. — Киев, 1967. — 26 сек. (рус. )
- Айвазов Ю. Н. «Взаимодействие породного массива с обделкой» //Метрострой. — 1983. — № 6. — 15-17. (рус. )
- Айвазов Ю. Н., Кривошлык А. Ы. «О влиянии продвижения сто-рону забоя наперемещения контура круговой протяженной выработки» // Тоннели и метрополитены. — Д.: ЛИИЖТ, 1982. — вып.711. — 63-70. (рус. )
- «Прикладная теория квазистатического взаимодействия обделок подземных сооружений с массивом горных пород»: автореферат дис. д-ра техн. наук : 05.23.15 / Ю. Н. Айвазов; М. — , 1983. — 45 с. — (в пер.) (рус. )

### Учебные
- «Проектирование метрополитенов» : [Учеб. пособ. для студ. по спец. 7.092106 «Мосты и тр. тоннели»]: В 3 ч. / Юрий Николаевич Айвазов; Нац. тр. ун-т . — К. : НТУ, 2006.
- «Проектирование метрополитенов» Ч.1. К.: НТУ. 2007. — 158 с.
- «Проектирование метрополитенов» Ч.2. — 2009. — 214 с.: ил. — Библиогр.: с. 211.
- «Изыскания и проектирования горных транспортных тоннелей» Ч.1. К.: НТУ. 2005. — 188 с.
- «Изыскания и проектирования горных транспортных тоннелей» Ч.2. — 2008. — 230 с.: ил. — Библиогр.: с. 226—227.

### Научные публикации
- Контактная задача для багатошарнірних оправ транспортных тоннелей. — Сб. Автомобильные дороги и дорожное строительство. Вып.64., К.: 2002, 9с.